# Montana Rail Link

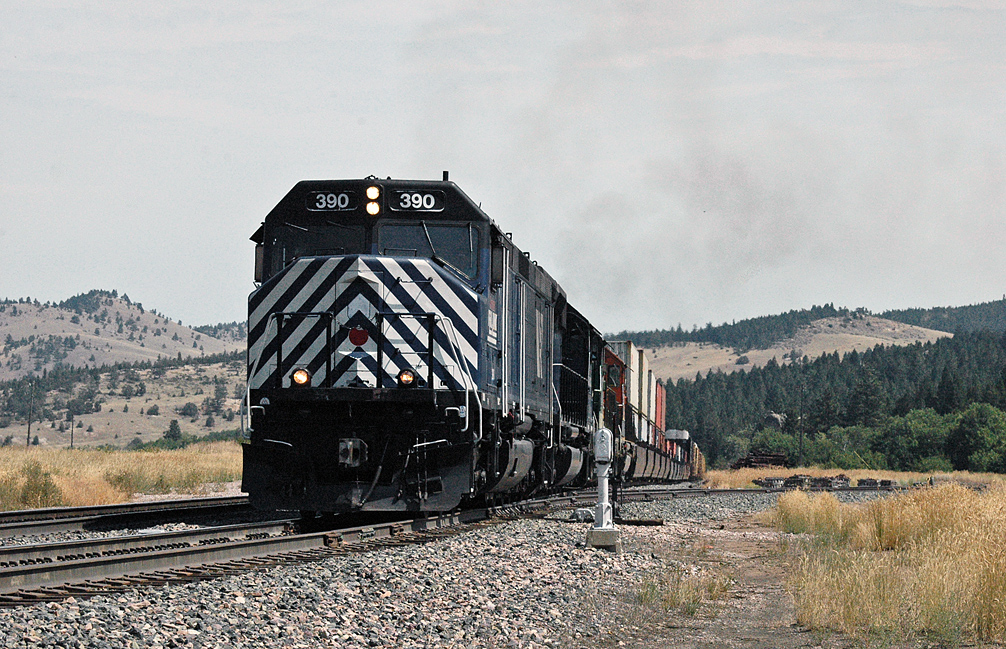
La locomotive n°390, une EMD F45, mène un train de marchandises

Montana Rail Link (sigle de l'AAR : MRL) est un chemin de fer privé de classe II opérant dans le nord-ouest des États-Unis, dans l'état du Montana, avec de courts passages dans l'Idaho et l"état de Washington.
Le MRL opère sur des voies construites à l'origine par la Northern Pacific Railway, louant ces voies appartenant à la compagnie BNSF.
Le MRL est une unité de The Washington Group et a son siège social à Missoula, Montana.
Le 10 janvier 2022, le Montana Rail Link annonce par voie de presse souhaiter mettre fin à la location de ses lignes auprès du BNSF.

## Tracé et installations
Le chemin de fer est présent principalement dans le Montana. La ligne principale relie relie Huntley, Montana et Spokane, Washington en traversant d'est en ouest les villes de  Billings, Bozeman, Missoula, Helena, ainsi que Sandpoint dans le panhandle de l'Idaho. Plusieurs branches desservent le Montana.
Le Montana Rail Link se connecte avec le BNSF aux deux extrémités de la ligne, et également à Garrison, Montana.
Le MRL exploite plus de 900 milles (1 448,4096 km) de voies, dessert 100 gares et emploie environ 1 000 personnes. Sa gare de triage principale se trouve à Laurel, Montana ; ses installations de réparation et de maintenance (incluant une rotonde) sont à Livingston, Montana, avec des chantiers plus petits situés à Missoula, Billings, Bozeman et Helena.
Les trains circulant entre Billings et Spokane utilisent des droits de passage (trackage rights) sur les voies du successeur du Burlington Nothern, le BNSF. Les voies du MRL sont propriété du BNSF et louées par un contrat à long terme.

## Histoire
L'historique du Montana Rail Link remonte à 1987, lorsque Dennis Washington, un homme d'affaires originaire de Missoula, accepte de louer la ligne principale du sud du Montana propriété du Burlington Northern, entre Sandpoint, Idaho et Huntley, Montana, près de Billings. Cet arrangement a été controversé car il s'est produit lors des négociations contractuelles entre le Burlington Northern et le United Transportation Union. Les travailleurs de MRL sont représentés par divers syndicats. 

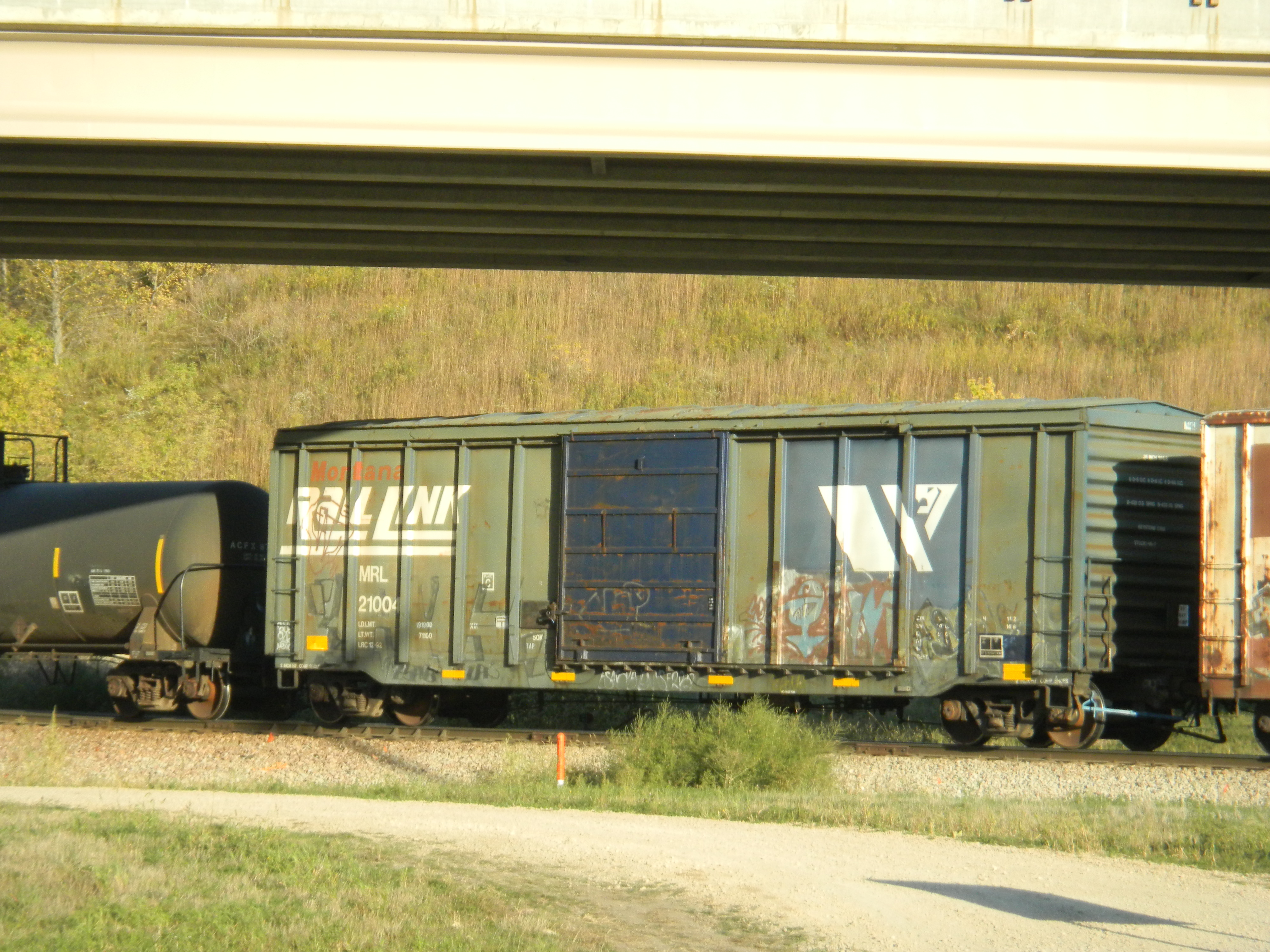
Wagon couvert du Montana Rail Link vu à Cedar Rapids, Iowa

Le Montana Rail Link utilise toujours des caboose, qui sont utilisés pour transporter des équipements de commutation télécommandés pour les moteurs de d'aiguille Laurel. Un nombre important de mouvements de MRL sont en fait des trains complets du BNSF, locomotives incluses. Le MRL reçoit ces trains à une extrémité de la ligne et les remet au BNSF à l'autre extrémité. Le MRL exploite également ses propres trains, destinés à la desserte locale fret le long de ses lignes. Les produits forestiers et les céréales sont les principaux produits transportés. Le MRL exploite également un train spécial, appelé Gas Local, entre Missoula et Thompson Falls, Montana, pour combler une lacune dans un pipeline d'essence longue distance.
Le 8 septembre 2005, le Montana Rail Link a pris livraison de la locomotive numéro 4300, la première des 16 nouvelles locomotives EMD SD70ACe. Il s'agit de la première locomotive que le chemin de fer a commandée neuve à un fabricant. Cette commande est destinée à remplacer les locomotives vieillissantes SD40 et SD45 sur les trains traversant les montagnes Rocheuses sur la ligne de partage des eaux, à Mullan Pass près d'Helena, Montana puis via le col Bozeman près de Bozeman, Montana.
En septembre 2019, le président du MRL démissionne brusquement, laissant sa place au président du Southern Railway of British Columbia, la compagnie-cousine du groupe Washington située au Canada.
Le 10 janvier 2022, le MRL annonce mettre fin au contrat de location des lignes. Le BNSF en reprendra la gestion des lignes, sou sle nom de MRL division. Les employés de l'entreprise doivent être embauchés par BNSF avec les mêmes avantages. Le processus de fusion du MRL avec le BNSF devrait prendre des mois, car l'accord doit être approuvé par le Surface Transportation Board avant d'entrer en vigueur,,.

### Accident
Le 2 février 1989, 48 wagons découplés mais non freinés sont entrés dans Helena, ont heurté un train de travail stationné là, ont pris feu et ont explosé. Bien que les dégâts matériels aient été importants, il n'y a pas eu de victimes.